# Cot Tunong (Ganda Pura)
Cot Tunong is een bestuurslaag in het regentschap Bireuen van de provincie Atjeh, Indonesië. Cot Tunong telt 691 inwoners (volkstelling 2010).